# 鳳陽府

安徽省の鳳陽府の位置（1820年）

鳳陽府（ほうようふ）は、中国にかつて存在した府。明代から民国初年にかけて、現在の安徽省滁州市・蚌埠市一帯に設置された。

## 明代
1367年、朱元璋により濠州は臨濠府と改められた。
1369年（洪武2年）、明により臨濠府に中都が立てられ、留守司が置かれた。1373年（洪武6年）、臨濠府は中立府と改称された。1374年（洪武7年）、中立府は鳳陽府と改称された。朱元璋は自分の出身地であるこの地に副都を設ける構想を持ち、実際に城壁の工事を進めていたが、1375年（洪武8年）に工事が中止され、構想は事実上放棄された。鳳陽府は南直隷に属し、以下の6州18県を管轄した。
- 直属：鳳陽県・臨淮県・懐遠県・定遠県・五河県・虹県
- 寿州に属する：霍丘県・蒙城県
- 泗州に属する：盱眙県・天長県
- 宿州に属する：霊璧県
- 潁州に属する：潁上県・太和県・亳県
- 六安州に属する：英山県・霍山県
- 滁州に属する：全椒県・来安県

1382年（洪武15年）、六安州は廬州府に転属した。1389年（洪武22年）、滁州は直隷州に昇格した。1496年（弘治9年）、亳県は亳州に昇格し、これから5州13県を管轄した。

## 清代以降
1724年（雍正2年）、清により潁州・亳州・泗州は直隷州に昇格した。1777年（乾隆42年）、虹県は廃止され、泗州直隷州に編入された。鳳陽府は安徽省に属し、鳳陽・懐遠・定遠・鳳台・霊璧の5県と寿州・宿州の2州5県を管轄した。
1913年、中華民国により鳳陽府は廃止された。